# Vasco Mouzinho de Quevedo
Vasco Mouzinho de Quevedo (XVI/XVII wiek) – portugalski poeta, znany przede wszystkim jako autor eposu Afonso Africano.

## Życiorys
Vasco Mouzinho de Quevedo e Castelo Branco żył na przełomie XVI i XVII wieku. Studiował prawo na uniwersytecie w Coimbrze. Pisał poezje liryczne w stylu manierystycznym, na przykład sonety, ale do historii przeszedł jako twórca poematu epickiego oktawą Afonso Africano, wydanego w roku 1611, którego bohaterem jest król Portugalii Alfons V Afrykańczyk, cieszący się sławą wielkiego zdobywcy. Zasadniczym tematem eposu jest zamorska wyprawa na Maroko i zdobycie tamtejszej twierdzy Arzila. Innym jego dziełem jest wcześniejszy poemat również skomponowany oktawą, zatytułowany Discurso sobre a Vida e Morte de Santa Isabel Rainha de Portugal (1596).